# Chironius vincenti
Espèce
Synonymes
- Herpetodryas carinatus var. vincenti Boulenger, 1891

Statut de conservation UICN

 CR B1+2ac : 
En danger critique
Chironius vincenti  est une espèce de serpents de la famille des Colubridae.

## Répartition
Cette espèce est endémique de l'île de Saint-Vincent dans l'archipel des Petites Antilles.

## Étymologie
Son nom d'espèce lui a été donné en référence au lieu de sa découverte.

## Publication originale
- Boulenger, 1891 : On reptiles, batrachians, and fishes from the lesser West Indies. Proceedings of the Zoological Society of London, vol. 1891, p. 351-357 (texte intégral).